# Hinduizm w Polsce

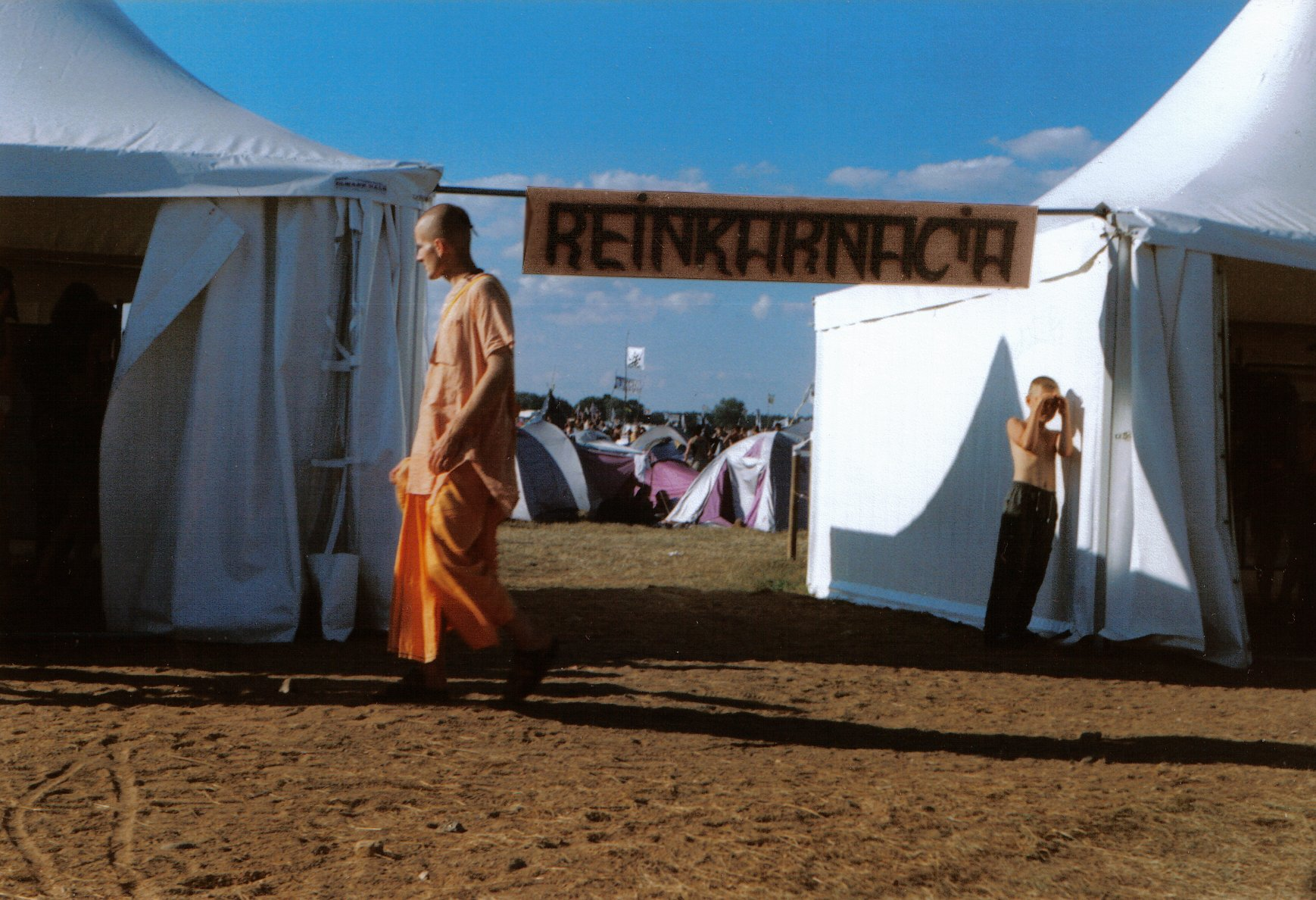
Pokojowa wioska Kryszny na Przystanku Woodstock w 2002 r.

Hinduizm jest w Polsce religią mniejszościową, w latach 20. XXI w. wyznawaną przez mniej niż 1% ludności. Liczba przedstawicieli mogła się zwiększyć w ciągu ostatnich kilku lat przez migrację z Indii (9,9 tysiąca osób w 2019).

## Historia

### Od XIX wieku do początku XX wieku
Po raz pierwszy teologia i filozofia hinduistyczna dotarła na ziemie polskie w pierwszej połowie XIX w., początkowo za pośrednictwem niemiecko- i anglojęzycznej literatury, poświęconej wedyzmowi i hinduizmowi. Epoka romantyzmu sprzyjała przenikaniu do literatury polskiej elementów hinduizmu, zawartych w dziełach niemieckich myślicieli: Humboldta, Schellinga i Schopenhauera, którzy pasjonowali się Upaniszadami. Rozważania na temat reinkarnacji zawarł np. Juliusz Słowacki w swoim dziele Genezis z Ducha.
Kolejnym impulsem była Misja Ramakriszny (założona w 1897), która zaczęła działalność najpierw w USA, a potem także w Europie. Pod jej wpływem były pastor luterański Karol Grycz-Śmiłowski założył w 1937 Krakowie Kościół nowoariański pod nazwą Jednota Braci Polskich, który wprawdzie nawiązywał do chrześcijańskiego ruchu braci polskich z XVI w., ale na płaszczyźnie teologicznej inspirował się w dużym stopniu ideami teologa hinduskiego Vivekanandy (np. zasada jedności w różnorodności i tolerancji religijnej), które były zbieżne z zasadami historycznego arianizmu polskiego.
Pod wpływem Ramakriszny Witold Lutosławski napisał i wydał w 1910 pierwszą polską książkę, poświęconą hathajodze Rozwój potęgi woli.
Popularyzatorem hinduizmu w Polsce był Antoni Lange, który tłumaczył na język polski dzieła poświęcone jodze, fragmenty Wed i Mahabharaty. Najstarsze tłumaczenie Bhagawat Gity (Pieśni Pana) na język polski pochodzi z 1910, a dokonał go Stanisław Franciszek Michalski. Jemu też zawdzięczamy pierwsze tłumaczenia fragmentów takich dzieł jak Rygweda i Upaniszady (1913, 1924 i 1929).
Idee zawarte w Bhagawat Gicie rozpowszechniły się na ziemiach polskich także za pośrednictwem twórczości Rabindranatha Tagore; jego Pieśni ofiarne przetłumaczone zostały na język polski już w 1913. Propagatorem Wedanty był indolog Andrzej Gawroński (1885-1927).
Pierwszym polskim kompendium teologii hinduizmu była rozprawa Eugeniusza Słuszkiewicza pt. O duchach, duszach, diabłach i demonach indyjskich, wydana w 1936 we Lwowie.

### Współcześnie

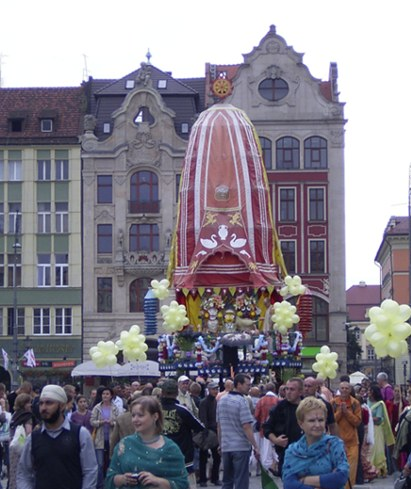
Drugi Festiwal Ratha Yatra we Wrocławiu w 2010 r.
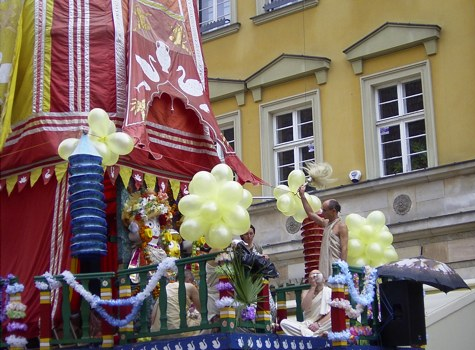
Bramini na wozie przed murti Kryszny, Balaramy i Subhadry
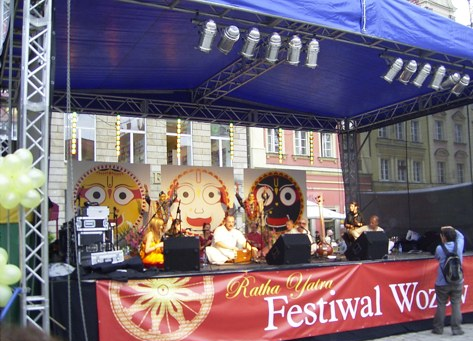
Scena na wrocławskim rynku podczas obchodów Ratha Yatry w 2010 r.

Ważną popularyzatorką hinduizmu w Polsce w latach 40., 50. i 60. XX w. była Wanda Dynowska (Umadevi) (1888-1971), która spędziła wiele lat w Indiach w różnych aśramach i tam też zmarła. Wydała wiele dzieł, poświęconych zwłaszcza teologii i filozofii współczesnego hinduizmu. W 1947 ukazał się jej przekład Bhagawat Gity. Dynowska założyła w Madrasie serię wydawniczą „Biblioteka Polsko-Indyjska”, która upowszechniała hinduską myśl filozoficzno-religijną.
Kult hinduistyczny w formie gaudija wisznuizmu został wprowadzony do Polski przez Międzynarodowe Towarzystwo Świadomości Kryszny w drugiej połowie lat 70. XX w. Pierwsza świątynia hinduistyczna powstała w 1980 w Czarnowie – (Świątynia Nowe Śantipur w Czarnowie) istnieje tam do dzisiaj w rolniczym gospodarstwie ekologicznym ruchu. Od 1991 rozpoczęto tam pierwszy w Polsce kult murti (Panća Tattwa). Ponadto Hare Kryszna obecnie posiada 2 świątynie w Mysiadle pod Warszawą i Wrocławiu. Od 2009 we Wrocławiu zapoczątkowano coroczne świętowanie festiwalu Ratha Jatra.
Hinduizm w Polsce propaguje także Bractwo Zakonne Himavanti i Organizacja Sathya Sai, które przyczyniły się do rozwoju hinduizmu i zainteresowania duchową kulturą Wschodu w Polsce.
Nie istnieją w pełni wiarygodne dane o liczbie wyznawców hinduizmu w Polsce. Niewątpliwie najliczniejszym jest ruch Hare Kryszna, jednak liczba wyznawców tego kierunku jest oceniana różnie: od 915 osób (dane statystyczne z 2005, według deklaracji) do 5000 i nawet 50 000 (dane szacunkowe, wraz z sympatykami). Drugą pod względem liczebności jest Misja Czaitanii wywodzącą się z Hare Kryszna (97 wyznawców w 2003 – dane statystyczne, do około 1500 wyznawców- dane szacunkowe). Te dwa wyznania mają ośrodki we wszystkich większych miastach, własnych duchownych i świątynie, a także prowadzą aktywną działalność misjonarską. Organizacja Sathya Sai organizuje wiele zjazdów w całym kraju. W 2002 na taki zjazd przybyło 200 wyznawców, jednak od tamtej pory liczebność związku wzrosła. Pozostałe związki wyznaniowe są znacznie mniej liczne.
Wyznawcami hinduizmu w Polsce są też mieszkający tu cudzoziemcy – hindusi (głównie obywatele Indii), przypuszczalnie kilka tysięcy osób. Korzystają oni z ośrodków kultowych wspólnie z Polakami. Hindusi należą do dwóch grup zawodowych: pierwsza to kupcy, hurtownicy i pośrednicy handlowi, a druga (która pojawiła się w latach 90. XX w.) to młodzi pracownicy międzynarodowych kompanii głównie branży komputerowej.
Obecnie w Polsce działa około trzynastu związków wyznaniowych oraz wspólnot hinduistycznych. Są to m.in.:
- Międzynarodowe Towarzystwo Świadomości Kryszny
- Misja Czaitanii
- Związek „Ajapa Yoga”
- Światowy Uniwersytet Duchowy Brahma Kumaris w Polsce

W 2009 otwarto w Warszawie pierwszą świątynię hinduistyczną nie związaną z ruchem Hare Kryszna – Świątynia Śri Wara Lakszmi Narszingadew w Warszawie. W Czarnowie jest pierwsza polska świątynia śiwaicka. Działają też aśramy, np. Aśram Bhole Baba Seva Dham w Lanckoronie.
21 lutego 1991 r. zostało zarejestrowane reprezentujące filozofię Raganuga Bhakti Stowarzyszenie Świadomości Duchowej Miłości w Polsce (polski oddział Jagadguru Kripalu Parishad). Trzy lata później organizacja pozyskała swoją siedzibę przy ul. Basztowej 5/5A w Krakowie, gdzie mieściło się centrum, będące miejscem spotkań wyznawców. W sierpniu 2006 został zakupiony dom w Brzegach koło Krakowa gdzie został ustanowiony Aśram. W 2008 została zmieniona nazwa organizacji na Radha Gowind Society of Poland.